# Хлібниково
Хлі́бниково (рос. Хлебниково, марій. Хлебниково) — село у складі Марі-Турецького району Марій Ел, Росія. Адміністративний центр Хлібниковського сільського поселення.

## Населення
Населення — 939 осіб (2010; 1008 у 2002).
Національний склад (станом на 2002 рік):
- росіяни — 62 %